# ليالي القاهرة (فلم)
ليالي القاهرة فيلم مصري، من بطولة حسين المليجي ونعمات المليجي وعبد السلام النابلسي. أنتج عام 1939.

## طاقم العمل
- حسين المليجي
- نعمات المليجي
- عبد السلام النابلسي
- بديعة مصابني
- عبد الحليم القلعاوي
- جمالات حسن
- تحية كاريوكا
- محمد فوزي
- حسين صدقي